# Les Aventures de Pélée

Les Aventures de Pélée (en russe : Приключения Пелея,  Priključenija Peleja) ou Les Noces de Thétis et Pélée est un ballet mythologique en trois actes et cinq scènes chorégraphié par Marius Petipa sur une musique de Léon Minkus (avec des additions de Léo Delibes et Riccardo Drigo dans la reprise de 1897). La première a eu lieu le 18 janvier 1878 (30 janvier dans le calendrier grégorien) au Théâtre Bolchoï Kamenny de Saint-Pétersbourg. La Danse des Néréides et les Transformations sont particulièrement saluées par le public et le ballet remporte un beau succès avec les décors de Matveï Chichkov.

## Argument
Pélée, fils du roi Éaque d'Égine, blesse accidentellement le roi Eurytion au cours d'une chasse et ce dernier en mourant appelle à la vengeance des dieux. Persécuté, le jeune homme trouve refuge auprès du roi Acaste qui ordonne aux prêtres de purifier Pélée de ses péchés. Mais la femme du roi Acaste tombe amoureuse de Pélée. Celui-ci repousse les avances de la reine Créthéis, mais la reine pour se venger l'accuse de l'avoir séduite. Acaste ordonne alors que Pélée soit enchaîné au mont Pélion pour être dévoré par les bêtes sauvages.
Au  troisième tableau, Cupidon est chassé de l'Olympe pour avoir désobéi à Jupiter et s'endort dans un lieu agreste près du mont Pélion. Les trois grâces (sous la forme de trois bergères) s'approchent de lui et l'entourent de guirlandes pendant qu'il dort; réveillé, Cupidon prend son carquois et rit du tour qu'elles lui ont joué et la compagnie s'éloigne. C'est alors que Thétis, la fille aînée de Nérée, sort des eaux pour danser avec ses compagnes; mais elles s'enfuient lorsqu'elles entendent les serviteurs d'Acaste approcher pour enchaîner Pélée au mont Pélion. Thétis, séduite, revient pour rompre les chaînes de Pélée, puis se transforme en fleurs et en coquillage pour exciter la passion du jeune homme. C'est alors que Cupidon (qui a tout vu) prend la place de Thétis. Pélée, surpris de voir ce petit amour avec son carquois, l'implore de rendre sensible Thétis à son désir. Cupidon tire alors une flèche de son carquois qui va percer le cœur de Thétis. Celle-ci consent à aimer Pélée. C'est alors qu'apparaît Vénus sur son vaisseau doré. Cupidon vole chercher les trois grâces pour les présenter à sa mère et obtenir ainsi son pardon. Thétis s'élance alors vers Vénus avec les néréides pour lui présenter Pélée. Cupidon revient, mais sa mère le repousse pour ne pas avoir obéi à Jupiter. Thétis et ses compagnes, ainsi que Pélée implorent la déesse de la beauté de pardonner à son fils. Cupidon en profite alors pour lui présenter les trois grâces, et Vénus, charmée, pardonne à son fils et félicite Thétis pour son hyménée avec Pélée qu'elle fait monter dans son vaisseau.

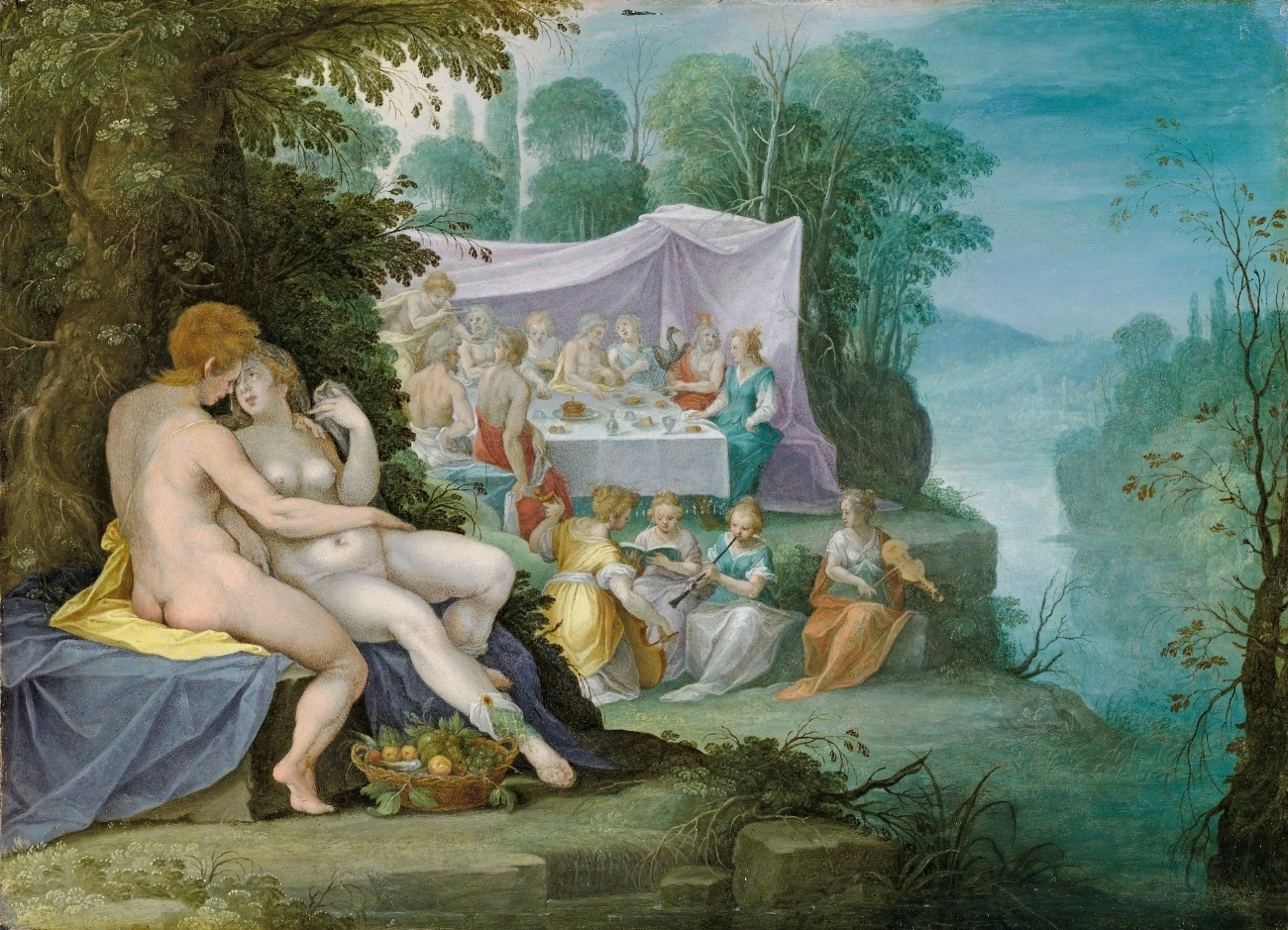
Jan Sadeler, Les Noces de Thétis et Pélée (1580–1600).

Comme mérite à la chasteté du jeune homme, les dieux consentent que le jeune homme s'unisse à Thétis. Mais survient la Discorde qui vient jeter le trouble. Jupiter la chasse sous des coups de tonnerre. En partant, la Discorde laisse une pomme d'or sur laquelle est inscrite la mention « À la plus belle ». Cupidon la présente à Vénus. Junon et Pallas mues par la curiosité s'approchent aussi. Chacune prétend que cette pomme lui appartient, s'ensuivent des disputes. Jupiter pour faire cesser ces querelles ordonne à Mercure de donner la pomme à Thétis et finalement les déesses, satisfaites du décret du roi des dieux, applaudissent au bonheur des deux jeunes époux.
Leur mariage est triomphalement célébré sur le mont Olympe en apothéose dans le cinquième tableau.

## Distribution originelle
- Thétis : Evguenia Sokolova
- Pélée : Pavel Gerdt
- Cupidon : Lioubov Savitskaïa
- Vénus : Maria Gorchenkova
- Jupiter : Christian Johansson
- Adonis : Lev Ivanov
- Triton : Platon Karsavine[2].

## Reprise
Ce ballet a été repris le 28 juillet/9 août 1897 à l'île Olga au milieu du lac supérieur du parc du palais de Peterhof avec Mathilde Kschessinska dans le rôle de Thétis, Pavel Gerdt, dans celui de Pélée, Olga Préobrajenska dans celui de Cupidon, et Serge Legat en Adonis. Cette représentation de gala a été donnée en l'honneur de l'empereur Guillaume II en visite officielle en Russie. Le ballet est alors réduit en un acte et trois scènes avec un nouveau titre Les Noces de Thétis et Pélée et la partition est revisitée par Riccardo Drigo, tandis que des morceaux de Léo Delibes dans Le Roi s'amuse sont ajoutés.